# Nolan Arenado
Nolan James Arenado, född den 16 april 1991 i Newport Beach i Kalifornien, är en amerikansk professionell basebollspelare som spelar för St. Louis Cardinals i Major League Baseball (MLB). Arenado är tredjebasman.
Arenado har tidigare spelat för Colorado Rockies (2013–2020). Han är en av de mest framträdande spelarna i MLB under 2010- och 2020-talet, både defensivt och offensivt, och har tagits ut till MLB:s all star-match sju gånger. Defensivt har han nio gånger erhållit Gold Glove Award, som bästa tredjebasman i National League, och fem gånger Platinum Glove Award, som bästa defensiva spelare oberoende av position i ligan. Offensivt har han fyra gånger erhållit Silver Slugger Award, som bästa tredjebasman i ligan, och har tre olika säsonger haft flest homeruns i ligan samt två olika säsonger haft flest RBI:s (inslagna poäng) i ligan.

## Karriär

### Major League Baseball

#### Colorado Rockies
Arenado draftades av Colorado Rockies 2009 som 59:e spelare totalt direkt från high school och redan samma år gjorde han proffsdebut i Rockies farmarklubbssystem. Han avancerade uppåt i systemet under de följande säsongerna och debuterade i MLB den 28 april 2013.

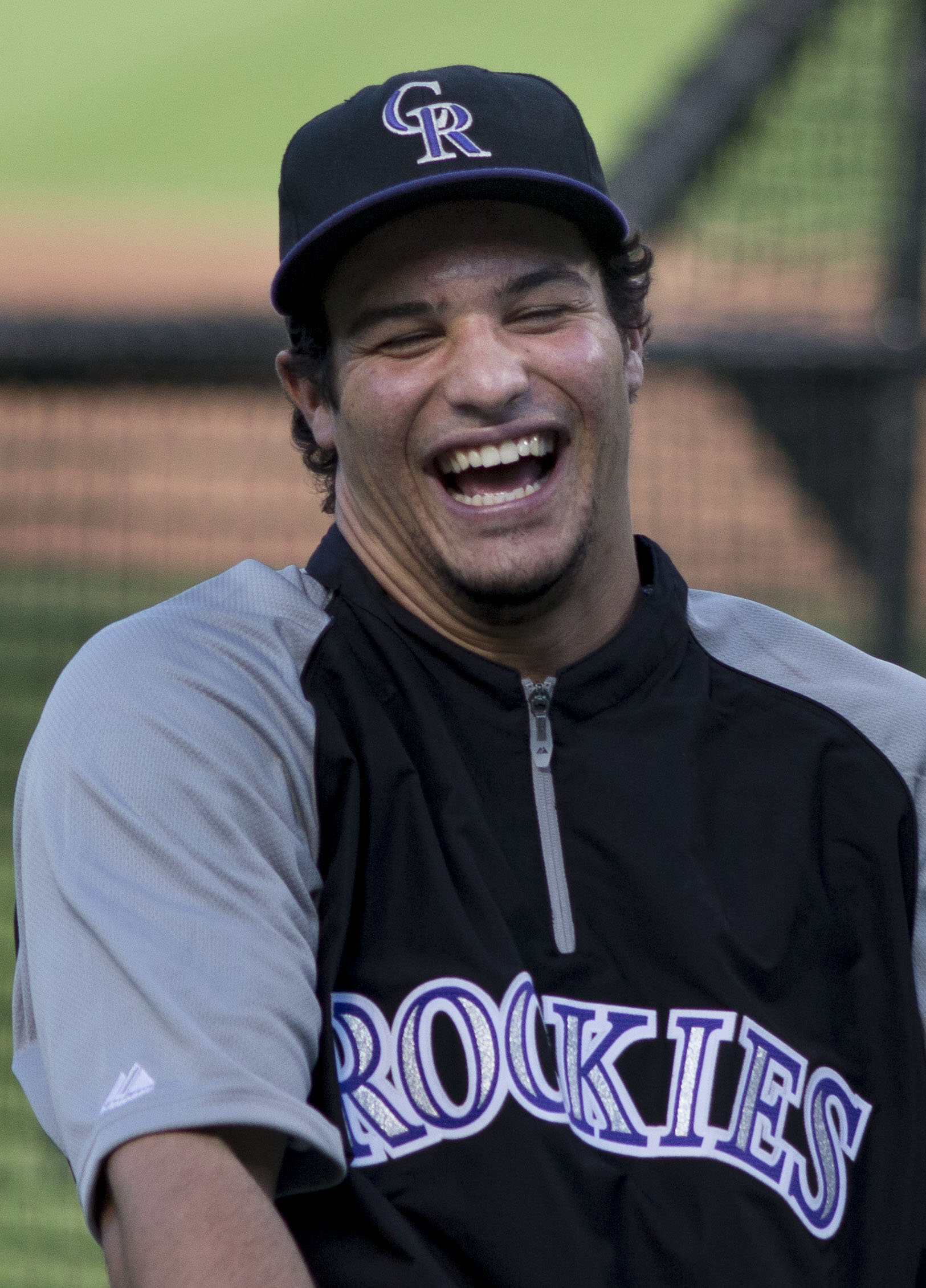
Arenado under debutsäsongen 2013.

Arenado blev snabbt Rockies ordinarie tredjebasman. Under 2013 års säsong hade han ett slaggenomsnitt på 0,267, tio homeruns och 52 RBI:s. Defensivt vann han en Gold Glove Award, som National Leagues bästa tredjebasman, och det var första gången i ligans historia som en nykomling (rookie) vann detta pris som tredjebasman. Nästföljande säsong satte han klubbrekord när han hade minst en hit i 28 raka matcher. Strax efter det bröt han ett ben i ena handen och missade drygt en månad. Totalt under säsongen var hans slaggenomsnitt 0,287 och han hade 18 homeruns och 61 RBI:s. Han vann en Gold Glove Award även denna säsong.
2015 togs Arenado för första gången ut till MLB:s all star-match och i slutet av säsongen slog han en homerun i sex raka matcher, ett nytt klubbrekord. Under säsongen slog han 42 homeruns, delat flest i ligan med Bryce Harper, och ledde ligan med 130 RBI:s, 354 total bases och 89 extra-base hits. Slaggenomsnittet var samma som föregående säsong, 0,287, och hans 89 extra-base hits satte ett nytt MLB-rekord för tredjebasmän. Hans offensiva prestationer belönades med hans första Silver Slugger Award, som ligans bästa offensiva tredjebasman. Defensivt vann han sin tredje raka Gold Glove Award.
Inför 2016 års säsong kom Arenado överens med Rockies om ett ettårskontrakt värt fem miljoner dollar och man undvek därigenom ett skiljeförfarande. Han togs för andra gången ut till all star-matchen och sett över hela säsongen var hans slaggenomsnitt 0,294 samtidigt som han hade 41 homeruns och 133 RBI:s. Han blev den andra spelaren i MLB på 75 år att ha två säsonger i rad med minst 125 RBI:s vid högst 25 års ålder (den andra var Albert Pujols 2001–2002). När det gäller homeruns var han delat bäst i ligan med Chris Carter och han ledde ligan i RBI:s och total bases (352). För fjärde gången i rad vann han en Gold Glove Award, och det var första gången i MLB:s historia som en tredjebasman vunnit fyra raka Gold Glove Awards under sina fyra första säsonger. Han vann även sin andra raka Silver Slugger Award.
För andra året i rad undvek Arenado och Rockies inför 2017 års säsong ett skiljeförfarande, denna gång med ett tvåårskontrakt värt 29,5 miljoner dollar. Den 18 juni presterade han en så kallad cycle, alltså en match där han slog en single, en double, en triple och en homerun. Han togs ut till sin tredje raka all star-match, men för första gången fick han äran att starta matchen. Han nådde åtminstone 125 RBI:s för tredje säsongen i rad, vilket ingen annan tredjebasman i MLB:s historia mäktat med och han nådde även 130 RBI:s för tredje säsongen i rad, något som bara tio spelare i MLB:s historia gjort tidigare. Hans slaggenomsnitt var 0,309 och han slog 37 homeruns. Han hade delat flest doubles i ligan (43) med Daniel Murphy. Denna säsong fick han för första gången spela i slutspelet, men Rockies förlorade i wild card-matchen (NLWC) mot Arizona Diamondbacks. För tredje året i rad vann han både en Gold Glove Award och en Silver Slugger Award. Ingen infielder i MLB:s historia hade tidigare vunnit en Gold Glove Award under sina fem första säsonger. Han vann även sin första Platinum Glove Award, som ligans bästa defensiva spelare oberoende av position.
Även 2018 röstades Arenado in som en av de spelare som fick starta all star-matchen. Under säsongen hade han ett slaggenomsnitt på 0,297, 38 homeruns (flest i ligan) och 110 RBI:s. För andra året i rad gick Rockies till slutspel och denna gång avancerade man från NLWC till Division Series (NLDS), där det dock blev förlust mot Milwaukee Brewers. Efter säsongen erhöll han sin andra raka Platinum Glove Award, sjätte raka Gold Glove Award och fjärde raka Silver Slugger Award. Ingen spelare i Rockies historia hade tidigare vunnit så många som sex Gold Glove Awards och bara Ichiro Suzuki hade tidigare vunnit fler i rad under sina första säsonger (tio stycken 2001–2010).

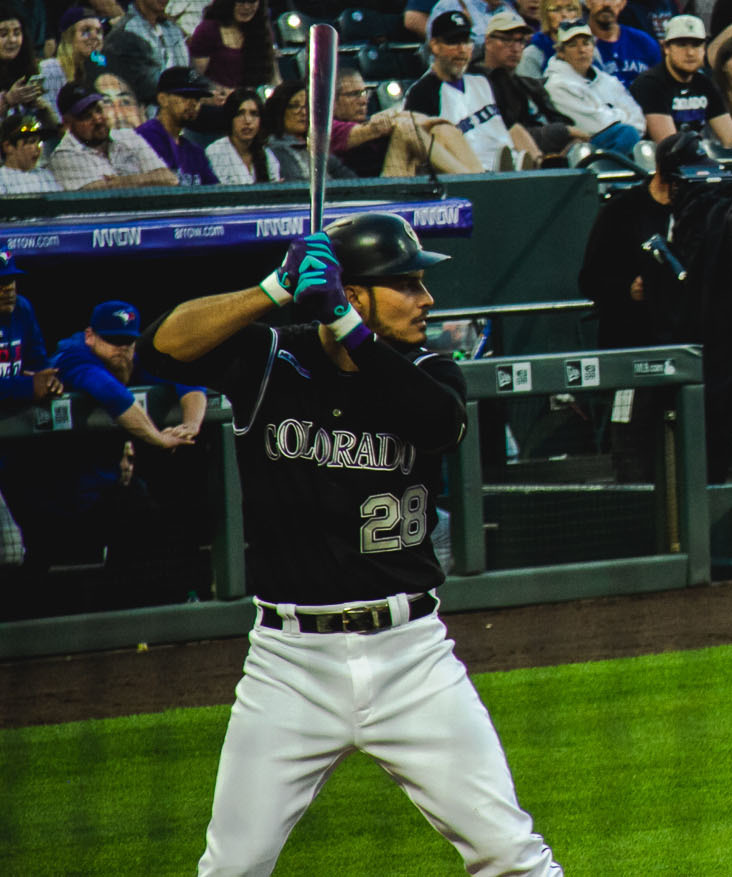
Arenado under en match i juni 2019.

Inför 2019 års säsong undvek Arenado och Rockies ånyo ett skiljeförfarande genom att komma överens om ett ettårskontrakt värt 26 miljoner dollar. Detta var rekord för en spelare i MLB som hade rätt att begära skiljeförfarande. Bara en månad senare kom parterna dock överens om ett åttaårskontrakt värt 260 miljoner dollar. Snittet på 32,5 miljoner dollar per säsong var det högsta dittills för en icke-pitcher och det näst högsta genom tiderna i MLB efter Zack Greinkes kontrakt från 2015 värt 34,4 miljoner dollar per säsong (Arenado fick dock bara behålla detta rekord i en knapp månad innan Mike Trout skrev på ett kontrakt med Los Angeles Angels värt cirka 36 miljoner dollar per säsong). Totalsumman 260 miljoner dollar var den fjärde högsta genom tiderna efter Giancarlo Stanton (325), Manny Machado (300) och Alex Rodriguez (275). Arenado fortsatte att producera under 2019 och röstades för tredje säsongen i rad in som startande tredjebasman för National League i all star-matchen. Han hade under säsongen ett slaggenomsnitt på 0,315 (hans högsta dittills), 41 homeruns och 118 RBI:s. Även defensivt var han bra och erhöll efter säsongen sin sjunde raka Gold Glove Award och sin tredje raka Platinum Glove Award.
Säsongen 2020 blev kraftigt förkortad på grund av covid-19-pandemin och Arenado hade en dålig säsong offensivt med ett slaggenomsnitt på 0,253 (hans lägsta dittills), åtta homeruns och 26 RBI:s. Defensivt var han dock som vanligt strålande och vann sin åttonde raka Gold Glove Award och sin fjärde raka Platinum Glove Award.

#### St. Louis Cardinals
I februari 2021 trejdade Rockies Arenado till St. Louis Cardinals i utbyte mot Austin Gomber, Elehuris Montero, Mateo Gil, Tony Locey och Jake Sommers. Cardinals omförhandlade samtidigt hans kontrakt som förlängdes med ett år till och med 2027 med möjlighet för Arenado att bryta kontraktet efter 2021 och 2022. Relationen mellan Rockies och Arenado hade snabbt försämrats efter det att man skrev på det enorma åttaårskontraktet i början av 2019.
Arenado inledde mycket bra för Cardinals och hade 16 homeruns och 52 RBI:s när han togs ut att starta all star-matchen i juli, hans sjätte raka uttagning till matchen och fjärde raka från start (det spelades ingen all star-match 2020). Hans slaggenomsnitt för säsongen var 0,255 och han hade 34 homeruns och 105 RBI:s. På den defensiva sidan vann han sin nionde raka Gold Glove Award, och han blev därmed trea genom tiderna bland tredjebasmän efter National Baseball Hall of Fame-medlemmarna Brooks Robinson (16) och Mike Schmidt (tio). Han vann även sin femte raka Platinum Glove Award. Efter säsongen valde Arenado att inte utnyttja möjligheten att bryta kontraktet med Cardinals.
Den 1 juli 2022 slog Arenado sin andra cycle under karriären. Dagen efter slog han den första av fyra raka Cardinals-homeruns. Det hade aldrig hänt i klubbens långa historia att man slagit fyra homeruns i rad under en match och det hade aldrig hänt i första inningen i MLB:s historia. I juli togs han ut, denna gång som reserv, till sin sjunde raka all star-match, men han valde att inte delta för att i stället vila sin onda rygg, som hade besvärat honom i över en månad.

### Internationellt
Arenado tog guld för USA vid World Baseball Classic 2017, då USA vann turneringen för första gången. Han spelade åtta matcher och hade ett slaggenomsnitt på 0,161, en homerun och tre RBI:s.